# Marc Van Moere
 (octobre 2011).
Si vous disposez d'ouvrages ou d'articles de référence ou si vous connaissez des sites web de qualité traitant du thème abordé ici, merci de compléter l'article en donnant les références utiles à sa vérifiabilité et en les liant à la section « Notes et références ».
Marc Van Moere (Poissy, 10 janvier 1963 - Clichy, 12 septembre 2012) est un journaliste sportif français.

## Biographie
Titulaire d'un DEUG de sciences économiques, il a commencé sa carrière de journaliste dans les quotidiens régionaux Paris-Normandie et Sud Ouest où il officiait comme pigiste. Il a ensuite été reporter au bihebdomadaire France Football, puis grand reporter pour l'hebdomadaire L'Équipe. 
En 1988, il est nommé rédacteur en chef adjoint au quotidien L'Équipe, en tant que responsable du football, puis du rugby de 1992 à 1998, il sera ensuite promu rédacteur en chef adjoint.
Puis, il rejoint la société Apollo Mags, en 2002, en tant que directeur tout en exerçant la fonction de directeur éditorial pour Copyright et les Éditions Tana et demeurant journaliste indépendant[réf. nécessaire].
En 2006, il est nommé rédacteur en chef du magazine Antiquités Brocante (groupe LVA), puis directeur des rédactions du groupe LVA (La Vie de l'auto, Autoretro, Rétroviseur, La Vie de la moto, Moto légende, Antiquités Brocante et Collectionneur Chineur)[réf. nécessaire].
En février 2010, Marc Van Moere revient dans le domaine sportif en devenant directeur de la publication du 10 Sport[réf. nécessaire].
Depuis septembre 2011, Marc Van Moere est directeur adjoint de la rédaction de l'agence RMC Sport. Il est responsable de la ligne éditoriale, du pôle reportage et des desks radio, TV et web/print.
Il trouve la mort le 12 septembre 2012 dans un accident de la circulation.